# Mohamed Bazoum
Mohamed Bazoum (* 1. ledna 1960 Bilabrin) je nigerský politik, v letech 2021 až 2023 desátý prezident Nigeru. Úřadu se ujal v dubnu 2021 po vítězství v prezidentských volbách 2020–2021 a neúspěšném pokusu o státní převrat. Z funkce byl sesazen v červenci 2023 po státním převratu vedeném členy prezidentské gardy a ozbrojených sil.
Než se stal prezidentem, byl předsedou nigerské strany pro demokracii a socialismus (PNDS-Tarayya). Mezi lety 1995–1996 a 2011–2016 působil jako ministr zahraničních věcí. V roce 2016 byl krátce prezidentovým tajemníkem a od voleb v tomto roce působil jako ministr vnitra, a to až do voleb 2020–2021, kdy rezignoval, aby se mohl soustředit na kandidaturu. Bazoum vyhrál druhé kolo prezidentských voleb proti bývalému prezidentovi Mahamanovi Ousmanemu a to s 55,67 % hlasů. Je sunnitským muslimem a byl prvním arabským prezidentem Nigeru.

## Raná politická kariéra
Bazoum pracoval jako státní tajemník pro spolupráci na ministerstvu zahraničních věcí a spolupráce v přechodné vládě premiéra Amadoua Cheiffoua v letech 1991 až 1993. Byl zvolen do Národního shromáždění ze zvláštního volebního obvodu Tesker jako kandidát PNDS ve zvláštních volbách konaných dne 11. dubna 1993. Tak se stalo po zrušení prvních voleb v Teskeru, které se konaly v únoru.
Po parlamentních volbách v lednu 1995, které vyhrála opoziční koalice Národního hnutí za rozvoj společnosti (MNSD) a PNDS, se Bazoum stal ministrem zahraničních věcí a spolupráce ve vládě premiéra Hama Amadoua jmenované 25. února 1995. Původně byl do této funkce znovu jmenován i poté, co se dne 27. ledna 1996 Ibrahim Baré Maïnassara chopil moci vojenským převratem, ale ve vládě jmenované 5. května 1996, již nezasedl a byl nahrazen. PNDS kritizovala a oponovala Maïnassarovi, a tak 26. července 1996 byl Bazoum spolu s předsedou PNDS Mahamadou Issoufou umístěn do domácího vězení, a to jen pár týdnů po prezidentských volbách 1996. Oba byli propuštěni na příkaz soudce 12. srpna 1996.
Bazoum byl zatčen spolu s dalšími dvěma významnými opozičními politiky, včetně generálního tajemníka MNSD Hama Amadoua, na začátku ledna 1998 za údajnou účast ve spiknutí s cílem zavraždit Maïnassara. Nikdy nebyl obviněn a týden po zatčení byl propuštěn.

## Kariéra v parlamentu
Na 4. řádném kongresu PNDS, který se konal 4.–5. září 2004, byl Bazoum zvolen jejím viceprezidentem. Bazoum byl znovu zvolen do Národního shromáždění v parlamentních volbách v prosinci 2004 a během volebního období, které následovalo, byl třetím místopředsedou Národního shromáždění a místopředsedou parlamentního klubu PNDS.
Bazoum byl jedním ze 14 poslanců, kteří 26. května 2007 iniciovali hlasování o nedůvěře kabinetu premiéra Hama Amadou. Amadouově vládě byla v následném hlasování o nedůvěře 31. května vyslovena nedůvěra a Bazoum ocenil „vyspělost politické kultury Nigeru, díky které právě skončila vláda lidí, kteří se specializovali na drancování a vysávání veřejného rozpočtu.“
Poté, co vyzval spoluobčany, aby bojkotovali ústavní referendum ze srpna 2009, byl Bazoum 14. července 2009 krátce zadržen a dvě hodiny vyslýchán. 18. července 2009 byl znovu zvolen místopředsedou PNDS a to na pátém řádném kongresu strany. Po úspěchu referenda ze srpna, o kterém mluvil jako o státním převratu, prohlásil, že parlamentní volby v říjnu 2009 byly „volební fraškou“, která měla pouze dodat „demokratický lesk“.
Když byl prezident Mamadou Tandja svržen během vojenského převratu z 18. února 2010, Bazoum na to konto řekl, že „to je přesně to, čeho jsme se báli, vojenské řešení. Tandja se tomu mohl vyhnout." Jako jeden z předních členů opoziční koalice Koordinace demokratických sil pro republiku (CFDR) 23. února řekl, že CFDR chce, aby byl Tandja souzen za velezradu, protože naprosto nerespektoval ústavu z roku 1999 a to za jediným cílem – udržet se u moci. Podle Bazouma byl takový soudní proces nezbytný, aby odradil budoucí vůdce, kteří by se rozhodli vydat stejným směrem jako Tandja. Řekl, že junta by měla Tandju zadržovat, dokud nebudou ustanoveny „demokratické instituce“, a poté by měl být Tandja souzen, ačkoliv se domnívá, že trest smrti není nutný.
Když Mahamadou Issoufou vyhrál prezidentské volby 2011, odstoupil v březnu před složením prezidentského slibu z funkce předsedy PNDS v souladu s požadavkem, aby hlava státu nebyla členem politické strany. Po Issoufově odstoupení převzal Bazoum funkci předsedy PNDS. Issoufou se 7. dubna 2011 ujal úřadu prezidenta Nigeru a dne 21. dubna 2011 byl Bazoum jmenován ministrem zahraničních věcí.

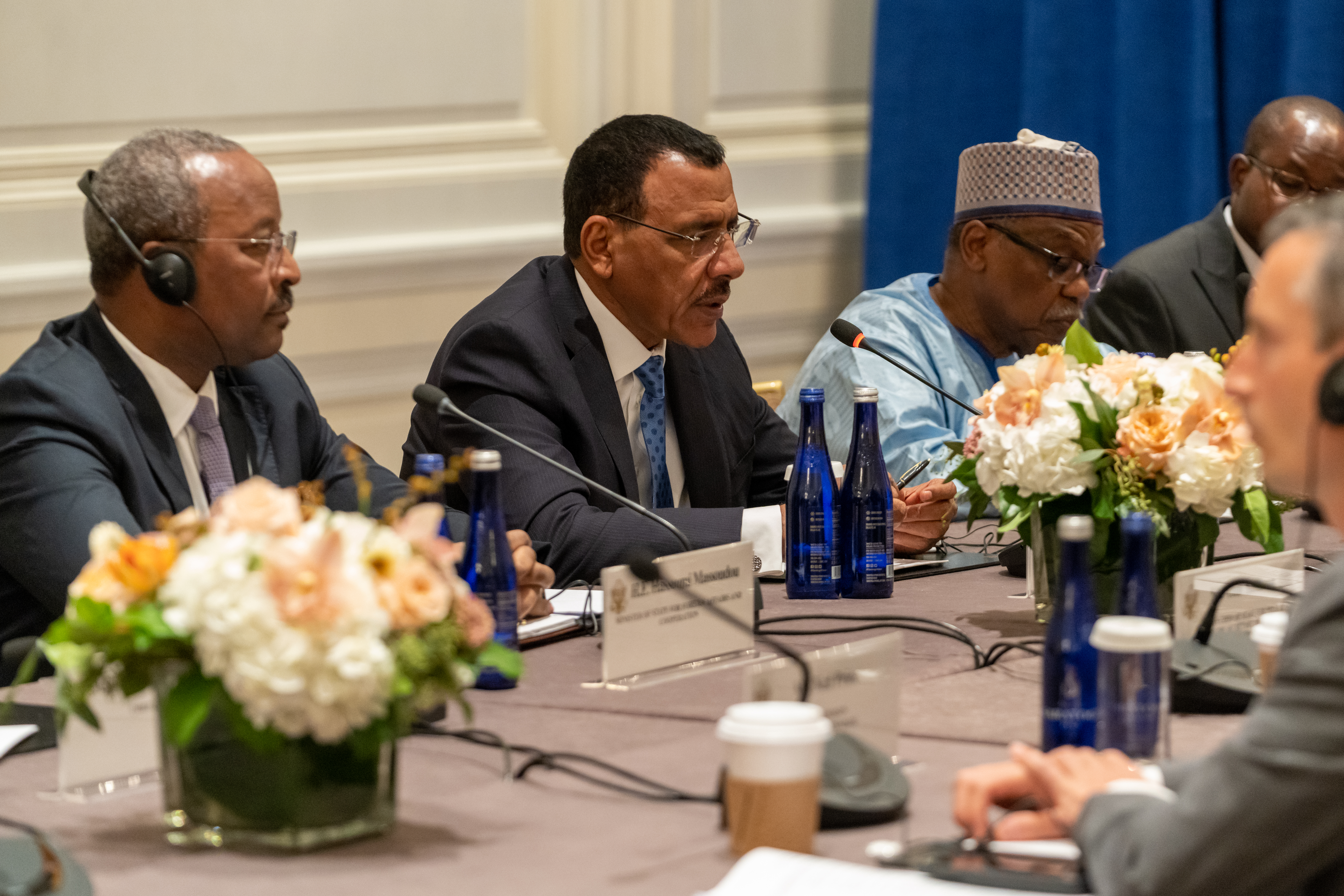
Bazoum na Valném shromáždění Organizace spojených národů v New Yorku v roce 2022

Před prezidentskými volbami 2016, konkrétně v únoru 2015, odstoupil Bazoum z postu ministra zahraničních věcí a byl jmenován prezidentovým tajemníkem. Toto „stěhování“ mezi posty bylo vnímáno jako vytváření prostoru Bazoumovi, aby se mohl více věnovat straně před již zmíněnými volbami 2016, ve kterých se očekávala účast prezidenta Issoufa.
V parlamentních volbách v únoru 2016 byl zvolen do Národního shromáždění. Poté, co Issoufou složil přísahu a začal své druhé funkční období, byl Bazoum 11. dubna jmenován ministrem vnitra, veřejné bezpečnosti, decentralizace a zvykových a náboženských záležitostí. Úřadu se ujal za dva dny jakožto nástupce Hassoumiho Massaoudoua .

## Prezidentství
Jako vysoce postaveného člena nigerské vlády PNDS vybrala Bazouma jako kandidáta na prezidenta a nástupce Issoufa pro volby 2020–2021. Bazoumova prezidentská kampaň se zaměřila na řešení demografických problémů Nigeru a to omezením velikosti rodin a zvýšením gramotnosti a rovnosti pohlaví prostřednictvím většího vzdělávání dívek. Bazoum také slíbil, že potlačí povstání ISIS a pomůže sousednímu Mali s likvidací teroristů z této skupiny. Dále slíbil posílit obranu a bezpečnost země a snížit korupci. Bazoum sice nevyhrál první kolo voleb, které se konalo 27. prosince 2020 (získal pouze 39,30 % hlasů), ve druhém kole v únoru 2021 však zvítězil s 55,67 % hlasů a 2. dubna po složení slibu byl uveden do úřadu prezidenta. Jeho vítězství bylo potvrzeno 21. března.

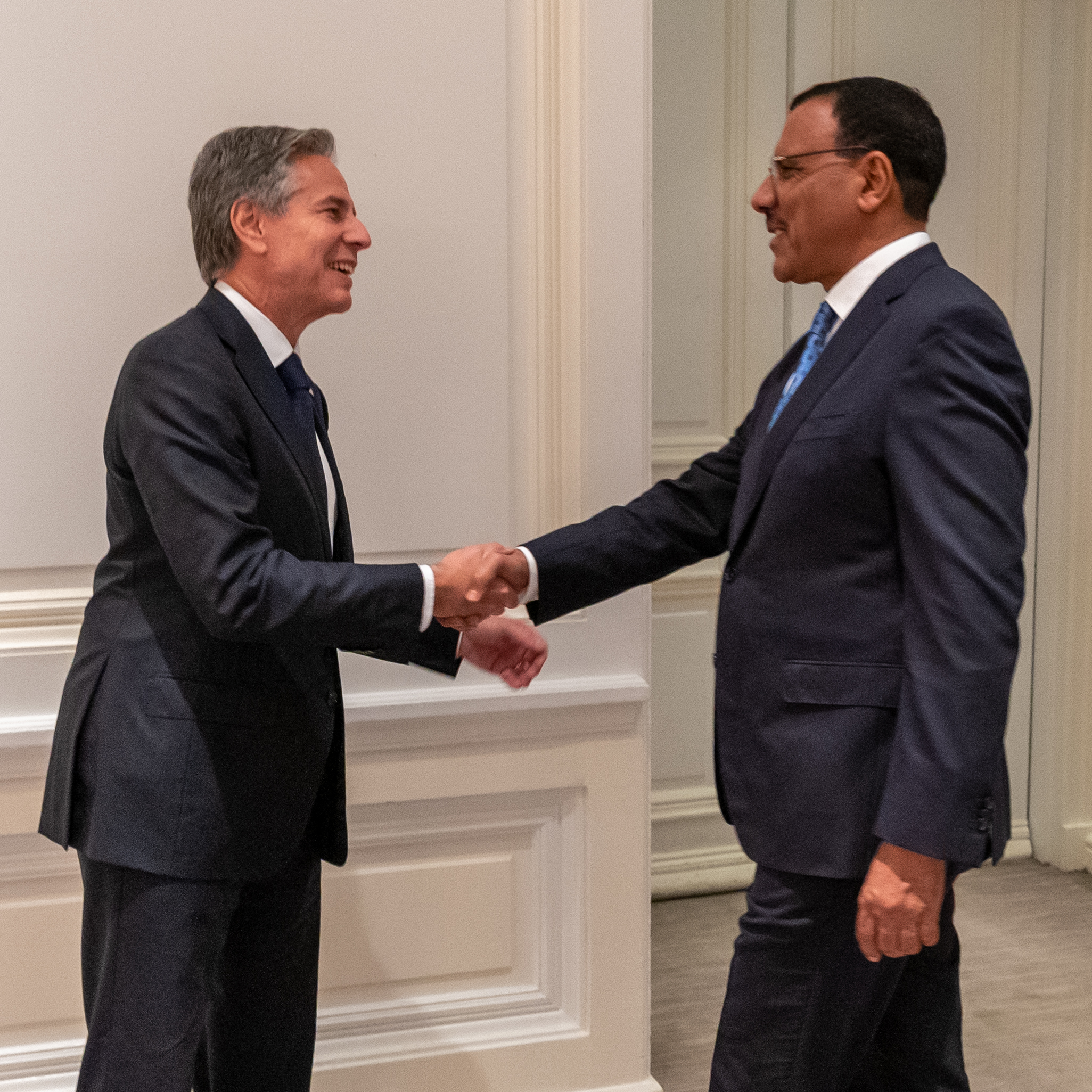
Bazoum s americkým ministrem zahraničí Antonym Blinkenem v září 2022

V prosinci 2022 byl během 23. řádného summitu hlav států a vlád organizace v Abidjanu jmenován prezidentem Západoafrické hospodářské a měnové unie (UEMOA).

### Převrat
26. července 2023 příslušníci prezidentské gardy pod velením generála Abdourahamane Tianiho zablokovali prezidentský palác, aby sesadili Bazouma. Puč odsoudila Africká unie a Hospodářské společenství západoafrických států (ECOWAS). ECOWAS vyzval pučisty, aby propustili Bazouma. Bazoum byl téhož dne zbaven funkce. Tuto zprávu ve státní televizi oznámil plukovník Amadou Abdramane. Dále bylo oznámeno, že veškerou vládu v Nigeru přebírá vojenská junta označující se jako Národní rada pro ochranu vlasti, kterou vede již zmíněný Tiani. Zdroje blízké prezidentovi uvedly, že na schůzi vlády 24. července rozhodl Bazoum o odvolání Tianiho z funkce, jelikož se vztahy mezi nimi vyostřily. V jeho proslovu k národu Tiani obvinil Bazouma, že se snažil zakrýt politické, socioekonomické a bezpečnostní problémy země.
27. července Bazoum na Twitteru uvedl, že Nigerci, kteří milují demokracii, se postarají o to, aby „těžce vydobyté zisky byly zachovány“, čímž naznačil, že odmítá odstoupit z úřadu. Ministr zahraničí Hassoumi Massaoudou prohlásil, že „legální a legitimní moc“ země zůstává v rukách prezidenta, a zopakoval, že Bazoum se těší dobrému zdraví. Prohlásil se také za úřadující hlavu státu a vyzval všechny demokraty, aby „toto dobrodružství ukončili“.
Předpokládá se, že Bazoum je v současné době zadržován v prezidentském paláci spolu s manželkou Hadizou a synem Salemem, jeho dcery byly v době převratu v Paříži. Navzdory tomu, že byl zadržen, Bazoum k 29. červenci formálně neodstoupil a podařilo se mu navázat kontakt se světovými politiky, jako je francouzský prezident Emmanuel Macron, generální tajemník OSN Antonio Guterres, komisař AU Moussa Faki, a ministr zahraničí USA Antony Blinken.
13. srpna 2023 vláda Nigeru oznámila, že chce „žalovat před příslušnými národními a mezinárodními orgány Mohameda Bazouma a jeho místní a zahraniční komplice za velezradu a podkopávání vnitřní a vnější bezpečnosti Nigeru“.
Dne 30. listopadu 2023 rodina Mohameda Bazouma tvrdila, že s ním od 18. října 2023 již nebyla v kontaktu, a odsoudila „zneužívající zatýkání a prohlídky“ zaměřené na některé z nich.